# Фигури от Велестино
Фигурките от Велестино са набор от около 21 бронзови фигурки с размер 4 – 14 см, намерени при градчето Велестино в Тесалия, Гърция, датирани към 6 – 7 век, свързвани с битови и религиозни характеристики на степните народи и славяните. Фигурките са открити около началото на 1920 година.

## Изследване
Първите няколко образци публикува и коментира Ш. Уигнър купил няколко от антиквари в Атина. Публикуването на колекцията става през 1952 г. от изследователя Йоахим Вернер (J. Werner). Подробни данни и фотографии с високо качество издава неговият изследовател Никос Чаусидис. Повечето днес се съхраняват в музея на Принстън (САЩ), но има и в колекцията на Британския музей (Регистрационен номер: 1989,0110.1) придобиването е от търг от „Сотбис“ през 1989 г. В Русия публикуването на колекцията с илюстрации е на Владимир Седов, украинския историк Д. М. Дудко и пр. Съкровището се ползва като важен източник за изследване на славянския езически пантеон. Публикувалият пръв фигурите Йоахим Вернер я датира към VII в. и отнася към единния културен стил, обединяващ я с антските фибули и фигурки от Съкровището от Мартиновка, като смята, че фигурките принадлежат към културата на славянското племе Велегезити, населяващи Тесалия в този период. Мнението на Й. Вернер се поддържа от Н. Чаусидис и руския археолог В. В. Седов, като Седов ги отнася точно към „находки антсх тип“ и ги свързва със заселението на Балканския полуостров от славяните от Подунавието в VI – VII в. Съвременният руски историк С. В. Алексеев определя колекцията като ярък паметник на зараждащото се южнославянско изкуство, оставен от хората, създали Мартиновската култура.
Изследователите от Британския музей в допълнение към славянския характер с възможно участие и на византийски майстори сочат и номадските народи от степите.

## Стилистика
Фигурките изобразяват стилизирани човешки и животински елементи, направени професионално, част от тях чрез отливане, като нямат отвори за пришиване или поставяне на халки. Затова изследователите от Британския музей предполагат, че са вид форми в процеса на леене, О. А. Щеглов смята, че са набор модели, принадлежали на майстор торевт и са се използвали като калъпи за отсичане на ковани фигурки. Много изследователи ги смятат за култов набор. Изследователите описват някои резки и знаци върху тях. На две фигурки има изображения на гусла.
Фигурите изобразяват хора или божества (5 фигури), птици (2 фигурки) и животни. Много изображения са полиморфни, съчетаващи черти на хора и животни, различни птици или различни животни. Н. Чаусидис съпоставена един от образите с изображение на иранския бог Зерван и го счита за славянския бог Сварог. В колекцията има фигури на два воина: конник с кръгъл щит и сабя, на главата си с „аварски“ шлем, и гол брадат воин с топор в лявата ръка и кръгъл щит в дясната. Мотивите с орлови глави са често срещащ се елемент в антските фибули. Изображенията на няколко от стилизирани животни са определяни най-често като лъвове. Аналогични изображения на лъвове се виждат във фигури от Криа, Скибинцев, Трубчев, Преградная и Мартиновка. Н. Чаусидис привежда аналог – изображението на лъв от аварски коланен наконечник.
Практически всички изследователи отбелязват, че фигурките от Велестино илюстрират влиянието на местното, балканско, имащо дълбоки корени в късноантичното тракийско изкуство. Заедно с това аналогии на фигурките от Велестино освен Мартиновските, се откриват в тези от Преградная, намерените в Трубчевското съкровище от 7 век в Брянска област в Русия, в с. Скибинцы в Украйна, в Подунавието (като елементи на аварски поясни набори), в Хърватия, в Черкаска област в Украйна, в Московска област в Русия, а също в Нюдаме (в Ютландия). Н. Чаусидис категорично свързва иконографията на много фигурки с палчатите и антропоморфни антски фибули, скитски и ирански изображения на богове. Изобразеното на фигурките оръжие е аварско.